# Gaillan-en-Médoc
Gaillan-en-Médoc – miejscowość i gmina we Francji, w regionie Nowa Akwitania, w departamencie Żyronda.
Według danych na rok 1990 gminę zamieszkiwały 1773 osoby, a gęstość zaludnienia wynosiła 42 osób/km² (wśród 2290 gmin Akwitanii Gaillan-en-Médoc plasuje się na 237. miejscu pod względem liczby ludności, natomiast pod względem powierzchni na miejscu 162.).